# Jean-Pierre Bayle
Pour les articles homonymes, voir Bayle.
Ne doit pas être confondu avec Jean-Pierre Bel.
Jean-Pierre Bayle, né le 27 septembre 1947, est un haut fonctionnaire et homme politique français, membre du Parti socialiste de 1972 à 2005. Il est sénateur de 1983 à 1992, président de chambre à la Cour des comptes de 2009 à 2013 et président de la Commission du secret de la Défense nationale (CSDN) de 2017 à 2023.

## Biographie

### Jeunesse, débuts professionnels, militants et politiques
Jean-Pierre Bayle commence des études à la faculté de droit de Paris et devient instituteur. Il est amené à enseigner au Maroc, puis en Allemagne. Militant syndical, politique et associatif, il est membre du parti socialiste et en devient délégué national de 1979 à 1993.
De 1983 à 1992, il est sénateur représentant les Français établis hors de France. Au cours de ce mandat, Il est vice-président de la commission des affaires étrangères et de la défense. Il ne se représente pas au terme de son mandat.
De 1995 à 2009, il préside la Mission laïque française.

### À la Cour des comptes
Il devient en 1992 conseiller-maître à la Cour des comptes. De mars 2009 à novembre 2010, il en préside la 5e chambre (« chambre sociale ») et ensuite la 4e chambre, chargée des ministères régaliens de l'État (justice, intérieur, affaires étrangères) et du jugement des appels des chambres régionales des comptes jusqu'à sa retraite en 2013.
Maintenu en activité, il est nommé médiateur de la Cour des comptes et des juridictions financières à compter de novembre 2013.
Le 30 juillet 2014, il est nommé président de section à la Cour nationale du droit d'asile puis président de formation de jugement à compter du 1er septembre 2017 à septembre 2022.

### Autres fonctions
Il est membre de la Commission de déontologie du Conseil de Paris jusqu'en 2023.
Depuis le 22 février 2017 et jusqu'en février 2023, il est président de la commission du secret de la Défense nationale (CSDN),.
Depuis le 28 décembre 2023, il est membre titulaire de la Commission des sondages au titre de la Cour des comptes.

## Distinctions
Officier dans l'ordre national du Mérite
 Officier dans l'ordre national de la Légion d'honneur